# جاکا سیرکا
جاکا سیرکا (به اسپانیایی: Jach'a Sirka) یک کوه در پرو است که در منطقه موکگوا واقع شده‌است. جاکا سیرکا ۵٬۰۰۰ متر بالاتر از سطح دریا واقع شده‌است.